# Печерні відклади

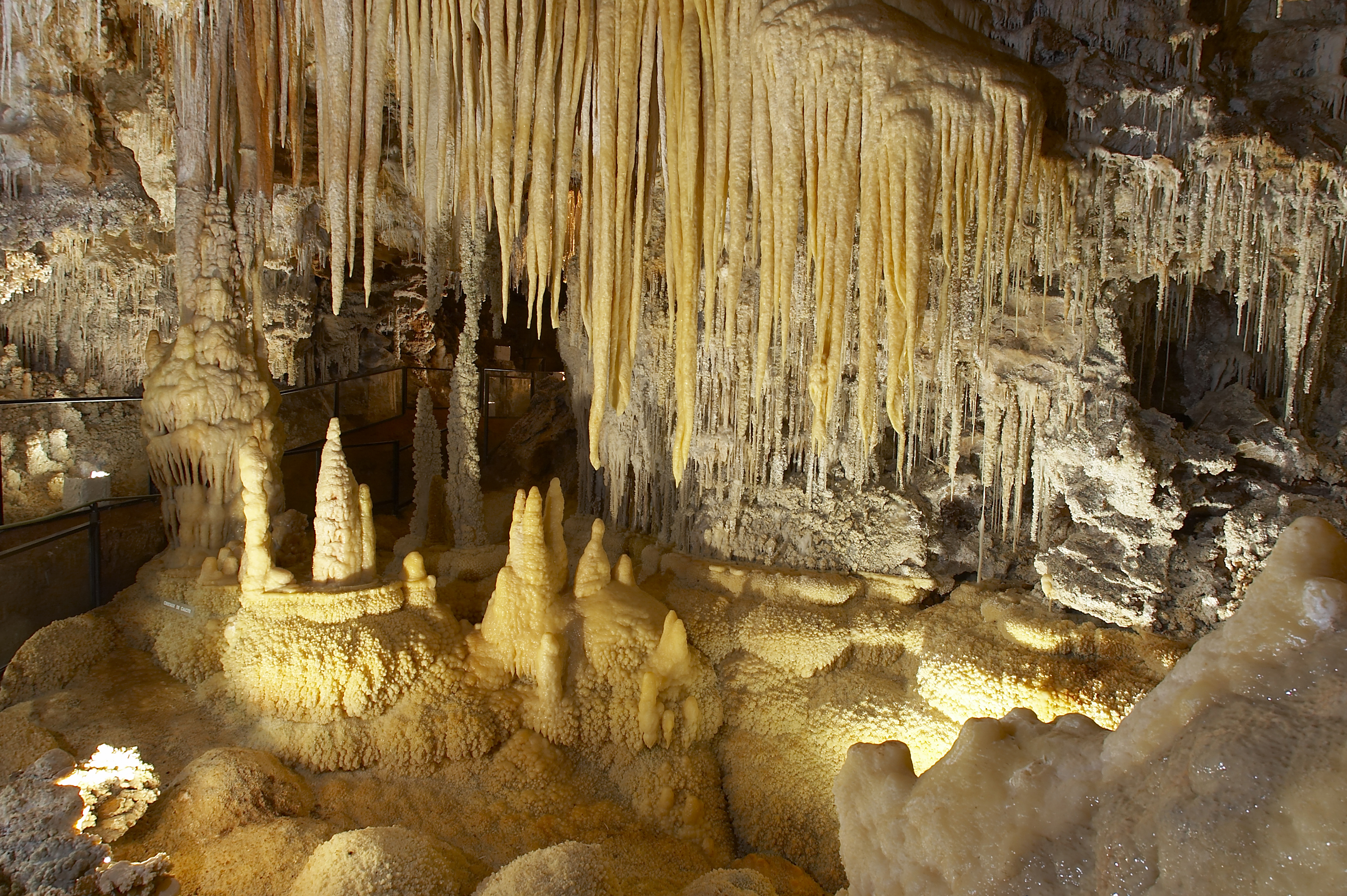
Печерні відклади

Печерні відклади — відклади, що утворюються в печерах. До складу печерних відкладів входить алювій підземних водостоків, дрібнозем, нерозчинний залишок, брекчії обвалених склепінь печер, натічні утворення — сталактити, сталагміти, кірки на стінах печер, а також печерне гуано — накопичення кісток та екскрементів тварин, які населяють печери.
Натікання утворюються кристалізацією розчиненого у воді мінералу. Вода, рухаючись в печері, розчиняє породу поки розчин не стане насиченим. При зміні умов, наприклад, при локальній зміні тиску, розчин стає перенасиченим, і на центрах кристалізації з розчину ростуть кристали. Природно, що утворення натікань в печері починається на пізній стадії формування, коли великі потоки води, які утворили печерні пустоти, йдуть на більш низький рівень, і вода представлена інфільтратом, краплями, тонкими водними плівками тощо. Велике значення для зростання натічних утворень мають капілярні ефекти і поверхневий натяг. Механізм, що запускає кристалізацію, для різних типів натікань різний.